# جرم شبانه
جرم شبانه (انگلیسی: Crime by Night) یک فیلم در ژانر درام و جنایی به کارگردانی ویلیام کلمنس است که در سال ۱۹۴۴ منتشر شد.

## بازیگران
- جین وایمن
- جروم کوان
- فی امرسون
- النور پارکر
- چارلز سی. ویلسون
- کریتن هالی
- جک مور
- فرد کلسی
- هانک مان
- چارلز سی. ویلسون